# Икономическо развитие
Икономическо развитие e подобряване (нарастване, увеличаване) на стандарта на живот на населението на страните с устойчив растеж от проста, ниско-доходна икономика към модерна, високо-доходна икономика. Обсегът включва процеса и политиките, с които дадена нация подобрява икономическото, политическото и социално благосъстояние на своите граждани.